# Île Duroc
L’île Duroc est un îlot de Nouvelle-Calédonie appartenant administrativement à Île des Pins.